# Cappella dell'Ausiliatrice (Pellizzano)
La cappella dell'Ausiliatrice è una cappella sussidiaria a Claiano presso Termenago, frazione di Pellizzano, in Trentino. Risale al XVIII secolo.

## Storia

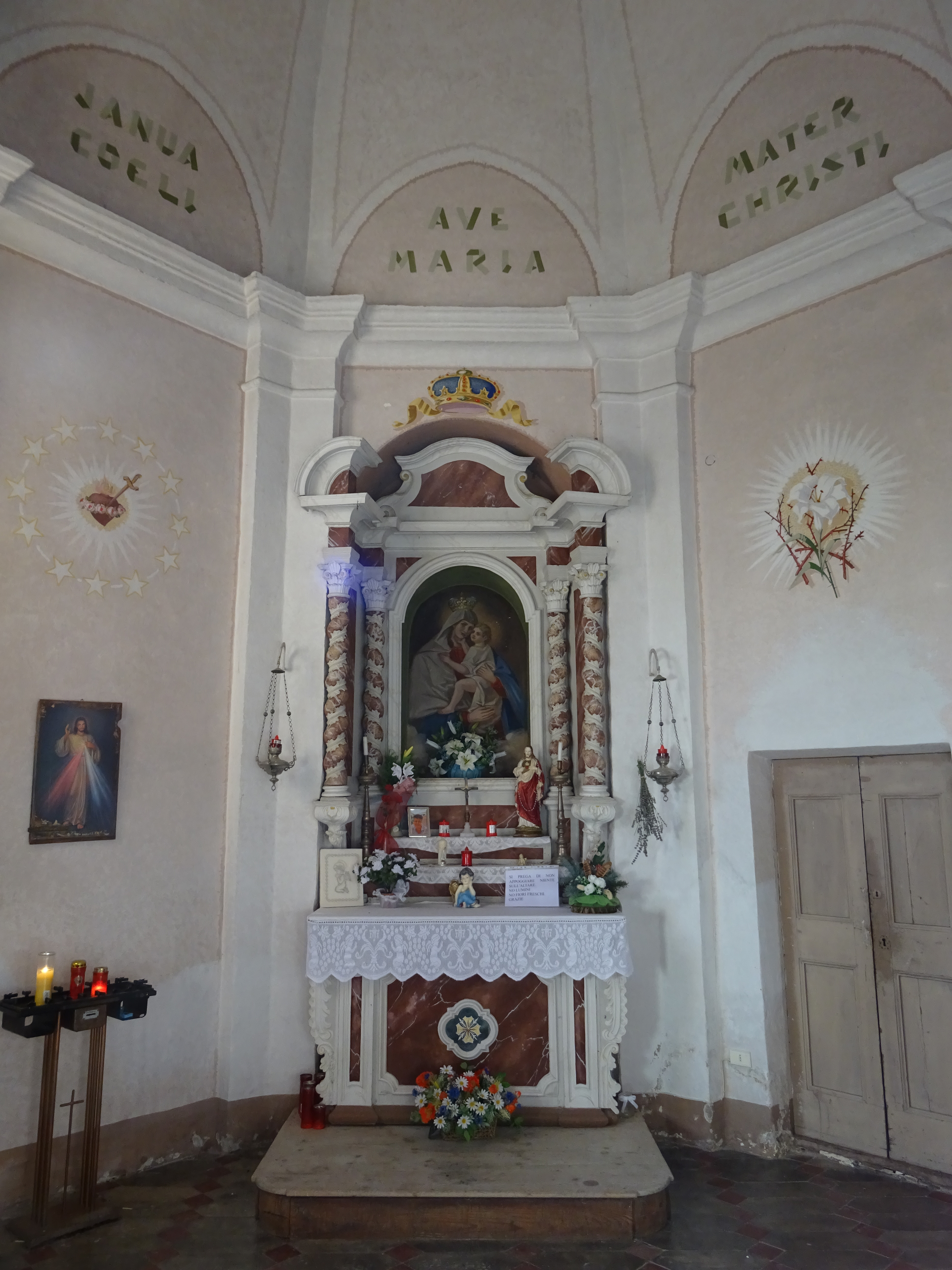
Interno

La piccola cappella venne costruita in località Claiano, situata ad altitudine leggermente inferiore all'abitato di Termenago, nel 1768. La dedicazione fu sin dall'inizio per Maria Ausiliatrice.
In precedenza, nel 1737, era avvenuta la donazione alla parrocchia di Termenago di un terreno accanto al quale sorgeva un'edicola con un'immagine della Madonna, e la donazione era stata vincolata alla costruzione di una chiesetta adatta ad ospitare al suo interno tale immagine.
La cappella sorse con pianta ottagonale e, nel 1777, ottenne la benedizione. Cinque anni dopo l'interno venne arricchito con alcuni affreschi.
Verso la fine del XIX secolo fu oggetto di restauri e all'inizio del secolo successivo negli interni vennero aggiunte nuove decorazioni. In quest'ultimo periodo venne rifatto anche il tetto.
A Termenago tradizionalmente si festeggia la Vergine dell'Aiuto nella seconda domenica di maggio.

## Descrizione
La cappella, che ha base ottagonale, ha un altare ligneo sul quale è posta l'immagine della Madonna col Bambino. Viene conservata pure una statua in legno della Madonna dell'Aiuto che risale alla fine del XVIII secolo.